# ميديا بورتال
ميديا بورتال (بالإنجليزية: MediaPortal)‏ هو مشغل وسائط مفتوح المصدر ومشروع برنامج مُسجِّل فيديو رقميِّ، وغالبًا ما يُعتبر بديلًا لـويندوز ميديا سنتر [الإنجليزية]. يتضمَّن واجهة مستخدم بطول 10 أقدام لأداء وظائف تسجيل الفيديو الرقمي ووظائف تي فو [الإنجليزية] النموذجيَّة، بما في ذلك تشغيل البث التلفزيوني المباشر وإيقافه مؤقتًا وتسجيله، وتشغيل أقراص دي في دي ومقاطع الفيديو والصوت، واستعراض الصور ووظائف أُخرى.